# Анамадува (підрозділ окружного секретаріату)
Підрозділ окружного секретаріату Анамадува — підрозділ окружного секретаріату округу Путталам, Північно-Західна провінція, Шрі-Ланка. Складається з 35 Грама Ніладхарі.